# Chloroclystis boarmica
Chloroclystis boarmica är en fjärilsart som beskrevs av Louis Beethoven Prout. Chloroclystis boarmica ingår i släktet Chloroclystis och familjen mätare. Inga underarter finns listade i Catalogue of Life.